# Leptochiton cimicoides
Leptochiton cimicoides is een keverslakkensoort uit de familie van de Leptochitonidae. De wetenschappelijke naam van de soort is voor het eerst geldig gepubliceerd in 1879 door di Monterosato.